# Republica Moldova la Jocurile Olimpice de iarnă din 1994
Republica Moldova a participat la Jocurile Olimpice de iarnă din 1994 cu 2 sportivi care au concurat la un singur sport (biatlon). Aceasta a fost prima participare a Republicii Moldova la Jocurile Olimpice de iarnă.

## Participarea moldovenească
Republica Moldova a trimis la Lillehammer o delegație formată din 2 sportivi (un bărbat și o femeie), care au concurat la un singur sport cu 4 probe (2 masculine și 2 feminine). 
Ambii participanți (Vasili Gherghi și Elena Gorohova) în probele de biatlon au obținut rezultate modeste (locuri între 68 și 70).
La această ediție a Jocurilor Olimpice, delegația Republicii Moldova nu a obținut niciun punct.

## Biatlon
| Sportiv        | Probă      | Ținte ratate       | Timp                 | Loc |
| -------------- | ---------- | ------------------ | -------------------- | --- |
| Vasili Gherghi | 10 km (m)  | 3 (2 + 1)          | 34.48,0 (+6.41,0)    | 68  |
| Vasili Gherghi | 20 km (m)  | 9 (1 + 4 + 1 + 3)  | 1:16.30,4 (+19.05,1) | 70  |
|                |            |                    |                      |     |
| Elena Gorohova | 7,5 km (f) | 7 (4 + 3)          | 35.04,1 (+8.55,3)    | 69  |
| Elena Gorohova | 15 km (f)  | 14 (3 + 3 + 4 + 4) | 1:13.33,1 (+21.26,5) | 68  |